# 매드 그린 보이즈

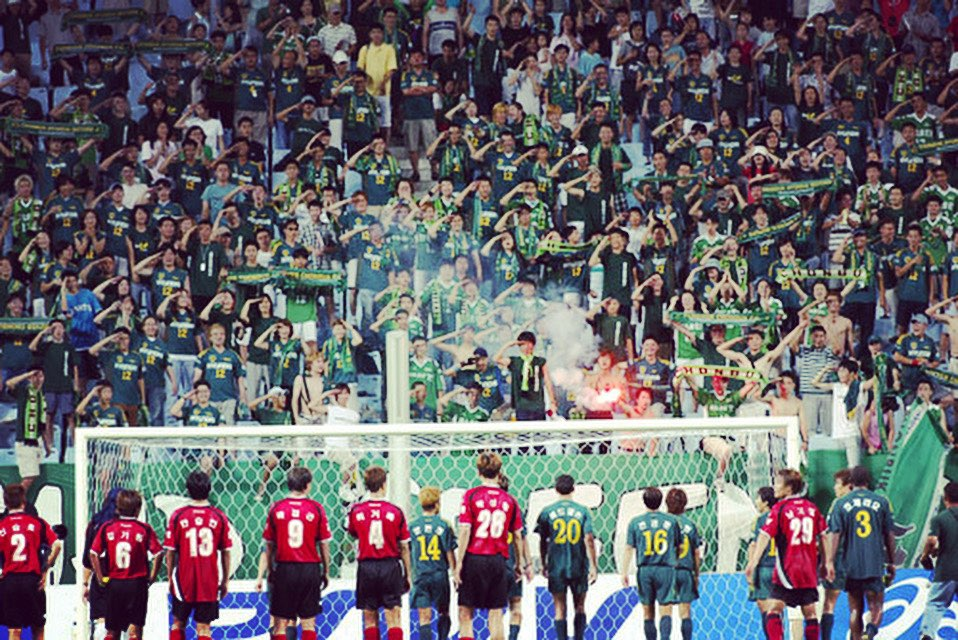
MGB 2002년 부천과의 홈경기 승리장면

MGB엠블럼

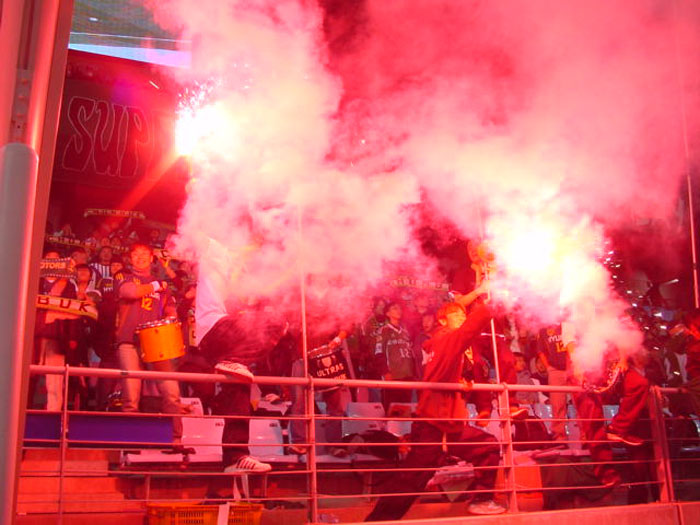

매드 그린 보이즈(Mad Green Boys), 흔히 말하는 MGB는 K리그 클래식에 소속된 축구단 전북현대 모터스의 서포터즈 연합이다.
전북 현대에서는 등번호 12번을 서포터즈인 MGB를 위해 영구 결번처리했다.
1997년 11월 하이텔 축구동호회를 중심으로 최초로 전북현대 모터스 서포터즈 클럽 퍼펙트디노가 생겨났다. 이후 유니텔, 천리안, 나우누리, 오프라인에서도 전북팬들이 모였고, 이후 1999년 전북현대 모터스 서포터즈클럽 퍼펙트디노는 재정비되면서 매드 그린 보이즈(Mad green boys)로 재탄생 되었다. MGB는 광크루, ULTRAS CRAZY BOY, 신록, 전북★사랑, 그린패밀리, 그린몬스터, 위너스, 인빅터스 등의 소모임이 연합체를 구성하고 있다.
1998 SEASON.
여러분들은 우리의 MGB가 언제 생겼는지 아십니까? 바로 1997년 11월 29일에 전북F.C. Supporters club으로써 조직이 결성되었고, 지금의 MGB로 발전하게 되었다. 우리 MGB가 결성되기까지 그리고 결성되고 활동하기까지 많은 어려움과 시행착오를 겪게 되었다. 처음 4대 PC통신중에 하나인 하이텔 축구동에서 전북지역 모임방을 통하여 뜻을 같이 하는 몇몇 멤버들에 의하여 결성조짐을 보였고, 그 첫 모임이 1997년 11월 29일이 되었다. 고작 4명이라는 극소수의 멤버들이 모였지만, 이제는 그냥 소극적인 관전만이 아닌, 적극적이고, 뭔가 우리가 나서서 우리의 클럽을 지키고 강한 전북FC가 될수 있도록 영원한 전북FC의지지자가 되어보자는 의지를 모았고, 결국 MGB의 움직임은 시작되게 되었다.
그 후, 구단과 공식적인 접촉을 통하여 우리의 존재를 알렸고, 통신상과 경기장에서 우리들의 활동영역을 조금씩 넓혀갔다. 수많은 토론과 회의를 통하여 차근차근 우리들의 활동 방향성을 잡아나갔다.
1998년 3월
"98시즌 3월 25일 전남과의 원정경기를 시작으로 아디다스컵 개막"
1998년 우리 전북FC의 첫 경기는 98년 3월 25일 19:00에 열리는 전남과의 광양 원정이었다. 그 경기결과는 2-1로 우리 전북FC가 승리하였지만, 우리들은 아쉽게도 그 경기에 참여하지 못하였고, 우리들의 첫 응원은 다음경기로 미뤄지게 되었다. 우리들의 첫 응원은 98년 3월 28일에 벌어진 부천SK와의 원정경기가 되었고, 모든 원정비용을 각자 자신들이 부담하여 그렇게 고대하던 우리들의 첫 응원을 펼치게 되었다. 경기결과는 승부차기까지 3:4로 패하긴 하였지만, "이제부터 시작이다."라는 말처럼 우리들의 열정을 표출하는 시작점이 되었다.
1998년 4월
"4월 8일 수요일 천안일화(현 성남일화)의 경기. 우리들의 첫 홈 경기"
98.4.8 천안일화전 경기중모습
그 당시에는 전주 종합경기장에는 라이트시설이 없어서 모든 경기가 낮에만 열리는 정말 열악한 환경이었다. 우리들의 첫 홈 경기는 수요일 평일이었고, 낮 경기였다. 그래서 많은 인원이 참여하지 못했지만,
우리들의 첫 홈 경기에서 전북FC의 승리를 위해 응원하였고, 홈에서 우리들의 존재를 알리는 경기가 되었다. 경기결과는 우리들의 이런 마음을 알았는지 2-1로 승리하였다.
"4월 19일 일요일 부천과의 경기. 우리들의 첫 주말 홈경기"
98.4.19 부천전 경기후 단체사진
4월 19일 일요일 부천과의 경기. 처음으로 주말 홈 경기를 가지게 되는 경기였고, 40여명이 집결한 이 날 우리들은 홈이라는 생각으로 90분간 뜨거운 열정을 표출하였다. 경기결과는 3-0으로 통쾌하게 승리하였다. 잠깐 여기서 우리들을 상징할 수 있는 최초의 깃발에 대해서 잠깐 설명하자면, 그 당시의 그 걸개는 현재 없어졌다. 흰색바탕에 테두리에 녹색. 검은글씨로 "全北必勝"이라는 한문문구가 새겨졌다.
"4월 22일 전남과의 홈경기를 끝으로 아디다스컵 B조 4위로 마감"
우리가 처음으로 맞이했던 대회를 전남과의 홈경기를 끝으로 마치게 되었다. 날 경기는 1:2로 패하였다. 전북FC는 B조 4위로 대회를 마감하였다.
1998년 5월
"5월 10일 충주에서 벌어진 천안과의 경기를 시작으로 필립모리스컵 개막"
"5월 31일 부산과의 경기. 처음으로 가보게 된 군산경기장"
98.5.31 부산전 경기후 선수버스앞에서 환호
이 당시 우리 전북FC는 경기를 전주만이 아닌 익산과 군산에서도 경기를 펼쳤다. 5월 31일 부산과의 경기에서 우리들은 처음으로 군산경기장을 가보게 되었고, 경기장은 작고 아담하였다. 하지만, 운동장과 관중석 사이가 멀지 않아 정말 관전하기 좋았다. 또한 군산경기장은 지금의 최첨단 전광판이 아닌 사람이 경기결과를 고쳐야만 하는 최악의 전광판이었다. 이 날 경기결과는 부산에게 1-2로 패하였다.
1998년 6월
"6월 6일 토요일 부천과의 홈경기를 끝으로 필립모리스컵 7위로 마감"
6월 6일 부천과의 홈 경기를 마지막으로 우리 전북FC는 필립모리스컵을 7위로 마감하였다. 98년 프랑스 월드컵 때문에 한달여간의 공백기간이 생기되어 우리들에겐 이 경기가 너무 아쉬웠다. 경기결과는 2-3으로 부천에게 패하였다.
1998년 7월
"7월 18일 부산전을 시작으로 정규리그 개막"
7월 18일 부산에서 벌어진 부산과의 원정경기에서 우리 전북FC는 0-2로 패하고 말았다. 이때까지 우리 MGB는 원정을 자주 가질 못하였다. 모든 원정이 100% 개인부담이었고, 그때까지 아직 우리들에겐 원정이란 어려운 일이었다. 개막전에 가질 못해서 인지 전북FC에 대한 우리들의 마음은 너무 미안하였다.
"7월 22일 부천전 첫 단관버스를 이용한 원정"
7월 22일 수요일 목동에서 벌어진 부천과의 원정경기. 우리들은 처음으로 단관버스를 이용한 원정을 떠났고 그 당시 우리들에게는 40여명의 놀랄만한 원정인원이 참여하였다. 차츰 서포터들이 홈만이 아닌 원정에도 참여하는 계기가 되었다. 팀이 아쉽게도 0 - 3으로 패하였다.
1998년 8월
"8월 2일 울산전"
22일을 부천전이후로 우리들은 원정경기에도 관심을 보였고,
8월 2일 일요일 울산에서 벌어진 울산과의 원정경기에 25여명이 첫 경상도지역 원정을 떠나게 되었다. 그 당시 우리에겐 경상도지역의 원정은 너무나 멀게만 느껴졌다. 경기결과는 2:2까지 가는 접전끝에 승부차기에서 그 당시 우리 전북FC의 골키퍼 이광석선수의 선방과 함께 상대편 울산의 골키퍼 김병지의 실축으로 우리는 3:2로 승부차기승을 거두게 되었다.
1998년 9월
"9월 5일 수원과의 경기"
98.9.5 수원전 경기중 서포팅모습.
9월 5일 토요일 수원과의 홈 경기는 익산 경기장에서 벌어졌다. 그 당시 우리는 익산 경기장으로 가는 길을 몰라 많이 힘들어했다. 홈이 아닌 원정가는 기분이었다. 익산 경기장은 좌석이 없고, 맨바닥으로 되어 있다. 그리고 운동장과 관중석까지의 거리는 전주 종합경기장과 비슷하다. 경기결과는 1-2로 패하였다.
"9월 26일 포항과의 홈경기"
9월 26일 토요일 포항과의 홈경기에서 3만여명이 넘는 관중이 전관중석을 가득 메웠다. 경기결과는 4 - 3으로 최고의 플레이를 펼쳐 보였다. 그 당시우리 전북FC의 용병 잔코의 마지막골로 우리는 승리를 거두게 되었다.
1998년 10월
"서로간의 갈등과 대립 그리고 아쉬움" 어느정도 자리를 잡은 MGB는 98시즌 막판쯤에 아쉽게도 운영진들 사이의 운영방향차이로 의견대립을 하게 되었다. 지금은 어떻게 볼지는 모르겠지만, 그당시 하나의 운영방향은 기존의 운영방향을 유지할려는 보수 그리고 또 하나의 운영방향은 좀더 강하고 좀더 개혁적인 운영뱡향이라는 대립구도로 굳어졌고, 몇몇 멤버들은 MGB를 떠나는 아픔이 따르게 되었다. 하지만, 그것은 우리 MGB의 또다른 도약과 발전을 위한 과정이었고, 그만큼 좀더 강한 지금의 MGB를 만들수 있는 큰 변화의 기점 이였다고 생각한다.
"10월 14일 부산과의 홈경기를 끝으로 정규리그 6위로 마감"
10월 14일 수요일 부산과의 홈경기에서 우리 전북FC는 2-1로 승리하면서 마지막을 멋지게 장식하였고, 팀은 6위로 98시즌 정규리그를 마감하였다. 이 날은 비가 많이 와서 수중전이 되었다. 경기후 선수들은 우리들에게 와서 정중하게 그동안의 감사에 인사하며, 몇몇 선수들은 자기가 신고 있던 축구화와 유니폼을 벗어던져주며, 내년 시즌을 기약하였다.
1998년 11월
"선수단및 선수단가족 그리고 서포터와의 만남"
처음으로 선수단과 우리 서포터와의 공식적인 자리를 가지게 되었고,
그 자리는 단지, 선수단과 서포터만의 자리가 아닌 선수단가족들이 함께하여 모두가 함께 즐기는 자리였다. 선수와 서포터간의 서먹하기만 한 벽을 허물고 좀더 우리와 선수들이 가까워질수 있는 기회였다.
1999 SEASON
1999년 2월
"새로운 디자인의 유니폼제작과 함께 백넘버 12번의 영구결번"
99시즌 유니폼
98년시즌까지 우리 전북FC의 유니폼은 정말 팀의 색깔은 무엇인지 알 수 없는 그런 유니폼이었고, 구단에 우리만의 색깔을 나타낼수 있는 유니폼의 제작이 필요함을 전달하였고, 구단에서는 새롭게 유니폼을 제작하게 되었다. 구단과 많은 접촉을 통하여 우리들의 색깔인 "녹색"이 들어갈수 있도록 구단에게 필요성을 설명하였다. 결국 노란색과 녹색. 이 두가지 색깔이 들어가는 스프라이트 형식의 유니폼으로 제작되었지만, 아쉽게도 팀 색깔을 어필 할 수 있는 그런 유니폼은 아니었다.또한 그 당시 감독이셨던 최만희 감독님께서 우리들에게 선수번호 12번을 서포터에게 주셨고, 이제는 12번이라는 번호에는 MGB를 뜻하는 상징적 의미가 부여되게 되었다.
1999년 4월
"4월 3일 전남과의 홈경기를 시작으로 99시즌 대한화재컵 개막"
4월 3일 토요일 전남과의 홈경기를 시작으로 99시즌의 개막을 알렸다. 98년도의 여러 가지로 부족했던 우리 MGB는 그동안의 준비를 통하여 98년과는 다른 99년의 MGB의 모습을 보여주는 첫 경기였다. 이 경기에서 우리 전북FC는 2-1로 승리하였다.
1999년 5월
"5월 8일 전남과의 경기를 마지막으로 대한화재컵 B조 3위로 마감"
5월 8일 토요일 광양에서 벌어진 전남과의 경기에서 박성배의 천금같은 결승골로 2 - 1승리를 하였고, 이 경기를 끝으로 B조 3위라는 성적으로 대한화재컵을 마감했다.
"서포터 머플러 제작"
정말 우리들이 그렇게 원하고 갖고 싶어하였던 우리들의 머플러를 제작하게 되었다. 머플러의 디자인에서부터 제작완료까지 이충재님께서 맡으셨다. 지금은 모두가 가질 수 있는 머플러지만, 그 당시에는 머플러라는 것이 우리들에겐 희망사항이었을 뿐이었다. 하지만 이제는 경기장에서 모두가 머플러를 펼치고 전북FC를 외치게 되었다.
"5월 30일 수원전을 시작으로 정규리그 개막"
99.5.30 수원전 경기중 연막응원
5월 30일 일요일 수원에서 벌어진 수원전과의 경기를 시작으로 99시즌 정규리그가 시작되었다. 이 날은 우리가 연막과 홍염이라는 새로운 응원문화를 도입하였다. 유럽에서 자주 보면 경기장이 뿌연한 장면을 많이 보게 되고, 경기장에 무슨 불이 난 것처럼 보이는 장면들을 보게 되는데, 이런 것을 재현하고, 좀더 우리들의 홈을 절대적인 홈으로 만들기 위하여, 연막과 홍염을 이용하게 되었다. 이 도구들은 상당히 위험물이라 현재까지 그 판매처를 공개하지 않고, 우리 MGB의 한 인물에게만 그 정보를 계속 인수인계해주는 형식이 되었다.
99.5.30 수원전 경기중 홍염응원
1999년 6월
"06.30(수) HOME 안양 4 : 1(승) 광주원정..."
1999년 7월
"서포터소식지 배포"
우리 서포터들간의 소식을 전하는 첫 소식지를 만들어 배포하였다.
오래는 가지 못했지만, 한 달여 동안의 준비기간을 가졌고, 통신활동만으로 접하였던 여러 가지 서포터내의 이야기들을 비 통신인들에게도 알 수 있는 기회를 가졌다.
1999년 9월
"서포팅 보이콧 "
9월 15일 수요일 동대문에서 열린 안양과의 경기에서 1-2로 패한 선수들은 경기후 서포터들을 무시하는 행동을 하였고, 이 문제로 인하여 지금까지 선수들에 대한 우리들의 불만이 폭발하게 된 계기가 되었다. 그동안 선수들의 서포터에 대한 생각이 아직도 수준이하라는 판단아래, 선수들의 공식적인 사과 없이는 계속해서 서포팅 보이콧을 하기로 결정하였다. 그 첫 서포팅 보이콧은 9월 18일 토요일 익산에서 벌어지는 전남과의 홈 경기였다. 우리들은 경기장에 우리들의 서포팅보이콧을 알리는 항의성걸개와 함께 이날 참여한 모든 서포터들은 서포터존에 앉아 그냥 선수들의 플레이에 관전만을 하였고, 경기후 선수들이 답례하러 왔으나, 우리들은 좀더 강력한 어필을 위하여 답례하러 온 선수들을 무시하고 서포터 전원모두가 경기장을 나왔다. 그후 구단과 감독님께서 우리에게 면담을 요청하였고, 면담을 통하여 우리의 강력한 의사를 밝혔다. 그후 서포터 사무실에서 선수들의 공식적인 사과를 위한 자리를 가졌고, 그 당시 팀 주장이었던 김봉현선수와 부주장 서혁수선수를 중심으로 선수측 대표로 전현석, 하은철, 이광석, 변재섭, 오광훈선수 이상 7명이 참여하였다. 주장 김봉현선수께서는 그동안의 잘못된 행동에 대하여 모든 서포터 여러분들께 죄송하다는 사과와 함께 10월 2일 전주에서 벌어지는 대전과의 경기시작전에 모든 선수들께서 서포터존으로 와서 사과의 인사를 하였다. 이 사건을 계기로 서포터와 선수간의 관계는 좀더 발전하게 되었고, 이제는 경기후 선수가 서포터에게 답례인사하는 것은 하나의 관습이 되고 말았다.
1999년 10월
"10월 2일 대전전. MGB 노선변경"
99.10.2 대전전 경기중 모습
10월 2일 대전과의 홈경기를 시작으로 우리의 새로운 서포팅방식과 함께 노선이 변경되었다. 노선의 변경은 지금의 우리 MGB의 방향이 되었고, 그동안 경기흐름과는 상관없이 오직 응원이라는 서포팅방식과 함께 서포터내 통제를 통하여, 응원이외의 것에는 절대 허용하지 않는 그런 노선이었다. 하지만, 우리가 진정으로 나아가야 할 방향을 찾게 되었고, 응원만을 위한 서포팅이 아닌 좀더 축구를 즐기고 경기흐름에 맞는 서포팅 방식을 추구하게 되었다. 그리고 절대적 홈을 만들기 위하여 서포터존에서 야유와 욕설 그 외 상대편에 대한 모든 비난을 허용하게 되었고, 서포터의 다양성과 자유를 존중하게 되었다. 이 노선에 대하여 많은 사람들의 반대가 있었지만, 우리가 진정 가야할 길이기에 우리는 노선변경을 하게 되었고. 지금의 MGB에 자유로운 서포터존을 만들게되었다. 하지만, 우리는 지금 이런 자유로움에 약간은 무책임한 행동을 하기도 하는데, 좀더 우리는 왜 우리가 이 노선으로 나가는지 곰곰히 생각해봐야 할 것이다.
"10월 13일 전남과의 경기를 마지막으로 99시즌 정규리그 7위로 마감" 10월 13일 수요일 전남과의 홈 경기를 끝으로 99시즌 정규리그를 7위로 마감하게 되었다. 그 경기 결과는 3-0으로 전북FC의 완승이었다."10월 31일 서포터즈 명칭 변경 Perfect Dino → M.G.B(Mad Green Boys)"
1999년 11월
"서포터즈 첫 홈페이지 오픈" "FA컵 준우승, 8명의 소수인원 제주도로 첫 원정"
99.11.14 FA컵 결승전 제주도 공항앞 11월 14일 광주에서 벌어진 대전, 전남을 차례대로 2:1 2:0으로 꺽고, 준결승에 진출한 우리 전북FC는 주도에서 벌어진 울산과의 준결승에서 5:3으로 승부차기승을 거두게 되었다. 결승에서 천안일화와 만나게 되었으나 아쉽게도 3:0으로 패하게 되었다. 천안일화와의 결승전을 보기 위해 우리들은 처음으로 8명의 인원으로 제주도원정을 떠나게 되었다. ( 김승필, 이충재, 허강민, 정진기, 이민관, 박진용, 장영순, 조남건)
2000 SEASON
- 전주종합경기장에 조명탑설치

2000SEASON 개막 경기모습
우리들의 간절한 바램이었던 야간조명시설. 바로 2000시즌부터 전주 종합경기장에 야간경기를 할 수 있도록 야간조명시설을 설치하였고, 이제 우리들도 환경적인 어려움을 벗어나, 정말 전북FC와 함께 할 수 있고, 적극적인 회원들의 참여가 이루어져, 절대적인 홈을 만들수 있는 기본적인 환경이 조성된 어떻게 보면 우리 서포터의 발전에 크나큰 도움이 된 그런 일이었다고 할 수 있다.
- 우리의 색깔인 녹색을 구단, 홈관중에게 인식"

00season 새롭게 바뀐 유니폼
2000년시즌 유니폼의 변경을 하였고, 우리의 색깔이 흰색으로 바뀌는 정말 엄청난 변화가 일어날 수 있었으나, 우리 서포터들의 Our Color "green"이라는 확고한 신념과 녹색에 대한 우리들의 적극적인 보호운동에 의하여 결국 우리 클럽의 색깔은 "GREEN"이라는 결정을 낼 수 있었고, 이제는 어느 누구도 나타낼수 없는 색깔 그리고 우리만의 색깔은 오직 "GREEN"이라는 것을 구단과 시민, 그리고 서포터까지 우리클럽의 색깔이 무엇인지를 인식시켜주게 되었다.
- 11월 1일 부천전을 끝으로 2000 SEASON를 4위로 마감.

11월 1일 수요일 전주에서 벌어진 부천과의 플레이오프 경기에서 아쉽게 부천에게 1-2로 패하였고, 이로써 전북FC는 정규리그 4위를 마크하게 되었다.
- 제주도에서 열린 FA컵 준결승과 결승전에 30여명의 원정"

2000.12.05 성남전 제주도에서 그 해 정규리그 4위와 2000 FA컵의 우승컵을 거머쥐게 된 전북FC. 2000년 12월 5일 FA컵 결승에 진출한 우리의 전북FC. 우승을 보기 위하여 제주도까지 30여명이 넘는 우리 MGB는 과감하게 비행기에 몸을 실었고, 그 결과 전북FC의 FA컵 우승이라는 최고의 결과를 낳게 되었다.
- 2000 프로축구대상 " 올 해의 서포터즈상"을 수상

2001 SEASON
2000년 12월 22일 ~ 23일
"MGB MT개최 ( 사선대 )"
그동안 MT개최를 못했던 우리들은 2001시즌의 힘찬 발걸음을 위하여 MGB MT를 사선대에서 개최하였고, 40 ~ 50여명의 회원이 참여하였다. 다채로운 일정등을 통하여 회원들간의 친목을 다지는 기회를 가졌고, 2000년 한해 동안 고생하였던 운영진들에게 격려의 시간과 함께 구단과 코칭스텝에게 서포터내의 작은 선물을 증여 그리고 서포터, 구단, 서포터의 협력을 통해 2001시즌의 우승을 위한 상호간의 결의의 시간을 가졌다.
2000년 1월
"1월 8일 구단으로부터 감사패 수상"
2001년 2월(4박 5일)
"전북FC 일본 고텐바 전지훈련 서포터동행" 3명(김욱헌, 김선규, 박진용)의 적은 인원이지만 2001년 챔피언을 위한 선수들의 힘찬 훈련의
모습을 보기 위하여 우리 MGB는 일본이라는 나라까지 가는 열의를 보여줬으며 일본 프로팀과의 연습경기에서 우리의 MGB는 연습경기라지만, 전북FC의 승리를 위하여 서포팅을 하였다.
2001년 3월
"슈퍼컵 안양과의 경기 아쉽게도 패"
우리 전북FC는 2000년 FA컵 챔피언의 자격으로 2001시즌이 개막하기 전에 열리는 슈퍼컵에 출전하였고, 상대는 2000년 챔피언 안양이었다. 결과는 아쉽게도 연장전에서 안양에게 패하고 말았다. 하지만, 슈퍼컵출전은 우리 전북FC로썬 또다른 역사의 흔적이 되었다."2001년 아디다스컵 개막 그리고 3연패후 4연승이라는 최상의 시나리오로 4강진출."
2001시즌 아디다스컵 전북FC의 첫 경기는 3월 25일 부천과의 원정경기였고, 승부차기에서 8:7로 승리하였지만, 그후 울산, 부산, 대전에게 차례로 패하여 우리의 4강진출은 힘들어 보였다. 하지만 내리 부천, 울산, 부산, 대전 순으로 4경기에서 모두 승리하여 4강에 진출하는 최상의 시나리오를 우리 MGB는 보게되었으나 아쉽게도 5월 5일 토요일에 열린 수원과의 4강전에서 2-1로 패하여 최상의 시나리오는 이대로 끝이 나고 말았다.
2001년 5월
"구단 / 선수단 전원과의 미팅"
구단 프런트와 미팅을 통하여 우리 MGB가 생각하는 구단운영방향에 의견을 전달. 또한 5월 26일 감독님을 비롯한 선수단전원과의 미팅을 가졌다.
2001년 6월
"6월 17일 대전전을 기점으로 정규리그시작. 최악의 성적 9위"
전북FC의 역대 최악의 성적을 기록한 해였고 연패의 수렁에 빠지는 어려움을 겪었지만, 팀이 어려울때는 서포터들이 더욱더 팀과 함께 해야 한다는 모습을 보여주는 계기가 되었다. 팀의 연패에도 불구하고 홈을 비롯하여 원정에 최고의 참여율을 보여주며, 우리 전북FC의 간절한 승리를 위해 MGB는 언제나 함께 하였다.
"MGB 홈페이지 개편 - http://www.madgreenboys.com 보관됨 2006-12-05 - 웨이백 머신"
"서포터들의 적극적인 참여율, 2군경기까지"
1군경기뿐만 아니라, 2군경기도 우리들은 최고 40여명의 서포터들이 참여하였고, 홈경기뿐만아니라 2군경기가 있는 어느 곳이든 참여 하는 최고의 참여하는 모습을 보여주었다. 2군 경기일정이 끝나는 날까지 우리들은 모든경기들을 참여하였고, 단지, 우리가 2군의 경기를 보러간다는 것이 아니라, 우리 전북FC의 미래를 짊어가야할 2군들을 위한 하나의 미래에 대한 우리들의 서포트라고 할 수 있을 것이다.
2001년 7월
"팀의 연패책임으로 최만희감독경질 및 코칭스탭의 교체"
언제나 친근하셨던 최만희 감독님
6월 17일 대전경기부터 7월 28일 포항경기까지 연패의 책임으로 언제나 전북맨이셨던 최만희감독님이 경질되었고, 코칭스탭 또한 교체되었다. 최만희감독님의 경질에 우리 MGB의 모든 이들은 슬퍼하였고,
그동안 수고와 우리 MGB의 뒤를 후원해주신 최만희감독님. "그동안 수고하셨습니다.". 최만희감독님의 자리를 남대식감독님이 대행하였다.
2001년 8월
"8월 1일 울산과의 홈경기. 팀의 부진한 성적에 -승리기원고사- 를 치룸"
2001.8.1 승리 기원 고사 장면
김선규님이 주축이 되어 정규리그의 개막과 함께 계속되어왔던 팀의 최악의 성적에 너무나 힘들어하였던 선 수단과 우리 MGB. 뭔가 새로운 계기를 찾았고, 그것이 바로 "승리기원고사"였다. 많은 이들이 우리들의 승리를 기원하였고, 이날 홈에서 벌어진 울산과의 경기에서 하늘에서 우리들의 뜻을 알았는지, 우리 전북FC가 3 - 1로 승리하게 되었다. 그리고 이날 전북FC 감독자리에서 물러나신 최만희감독님에게 MGB 명예회원으로 추대하는 자리를 가졌다. 최만희감독님은 녹색이라는 우리들의 색깔을 가질수 있게 많은 지원을 해주셨고, 서포터와 선수들간의 예의, 서로간의 지켜야할 관계를 최만희 감독님은 선수들에게 말해주었다.
2001년 10월
"조윤환감독및 코칭스탭 새로 부임"
남대식감독 대행 후에도 팀의 성적이 좋지 못하여 부천감독이셨던 조윤환감독님이 새롭게 우리 전북FC의 감독으로 부임하였고, 그에 따라 코칭스탭로 새롭게 변하였다. 조윤환감독님이 부임한 이후 팀은 정규리그 마지막경기인 10월 28일 성남과의 경기까지 계속되는 승리에, 간신히 9위로 리그를 마치게 되었다.
2001년 11월
" FA컵 한국철도전 전주월드컵경기장에서 첫 전북FC의 경기"
2002.11.15 한국철도전 전주월드컵경기장에서 11월 15일 목요일 전주월드컵경기장에서 FA컵 2라운드인한국철도와의 경기를 펼치게 된
전북FC는 처음으로 전주월드컵경기장에서 경기를 하게 되었다. 경기 결과는 2-1로 전북FC가 승리하였다. 이 경기를 승리한 전북FC는 4강전에서 대전과의 경기에서 패해 FA컵 2연패를 노리던 전북FC로썬 아쉽게 대회를 마감하게 되었다.
2002 SEASON
2002년 2월
"아시안컵 위너스컵 일본 시미즈 s-펄스 원정경기 국내 첫 서포터즈 해외원정"
2002.2.20 일본 시미즈 경기장에서
2월 20일 수요일 일본에서 벌어진 시미즈 S-Pulse와의 원정경기를 통하여 우리들은 국내 서포터즈클럽중에서 최초의 해외원정을 떠나게 되었고, 7명의 인원이 참여하였다. (김선규, 김욱헌, 백준현, 정병욱, 박진용, 장은서, 장혜영) 우리의 전북FC는 그 경기에서 2-2로 무승부를 이루었고, 2월 16일 전주에서 벌어졌던 홈경기에서 1-1로 비겼던 우리로선 카타르에서 벌어지는 4강전에 진출을 하게 되었다.
2002년 3월
"아시안컵 위너스컵 4강전 국내 첫 서포터즈 중동원정"
2002.3.28 카타르에서
3월 28일 중국 충칭과의 준결승전을 위해 우리 전북FC는 카타르로 떠나게 되었고, 우리들은 국내 서포터즈클럽중에서 최초의 중동원정을 떠나게 되는 기록을 남기게 되었다.6명의 인원이 참여하였다. (김선규, 김욱헌, 백준현, 이우영, 장은서, 김희정) 3월 28일 벌어진 중국 충칭과의 준결승전은 2-1로 승리하였고, 우리 전북FC는 3월 30일 벌어지는
사우디의 알 히랄과의 결승전에 진출하게 되었다. 하지만, 아쉽게도 연장전까지 가는 접전끝에 우리 전북FC는 1-2로 패하였고, 우리 전북FC는 아시안컵 위너스컵 준우승에 머물게 되었다. 하지만, 우리 전북FC의 또다른 역사로 남는 하나의 큰 경험이 되었다.
2002년 정규리그 시즌중
"선수 유니폼 옥션"
서포터라면 자신의 클럽의 선수 유니폼 한 벌씩은 소장하는 게 큰 의미가 되었다. 그래서 M.G.B에서는 매년 전 시즌 선수들이 직접 입고 경기에 뛰었던 유니폼에 친필 사인을 받아 경매를 하게 되었고 이 수익금은 재정에 큰 보탬이 되었다. 또한 이 옥션에는 아무나 참여하는게 아니라 뛰어난 플레이 깨끗한 매너 등으로 서포터에게 특별히 인정 받은 선수들만 참여할 수 있으므로 선수들 본인에게도 큰 영광이 아닐 수 없다.
" 6월 서포터 티셔츠 제작"
비싼 유니폼이 아니더라도 서포터라면 그리고 일반 시민들도 쉽게 구입해서 입을 수 있도록 티셔츠를 제작 판매하였다. 전북FC의 고유 색깔인 녹색으로 디자인된 티셔츠는 전북FC를 사랑하는 사람이라면 누구나 구입해서 입을 수 있다.
" 수재의연금 기탁 / 보육원생들 초청"
많은 비로 고통을 받는 수재민들과 함께 하고자 9월15일과 18일 이틀간의 홈경기에서 모금함을 설치하여 성금을 접수한 결과 25만 3500원의 성금이 모아져 KBS전주방송총국에 수재의연금 전액을 기탁했습니다.
11월에는 전주 삼성보육원 원생 90여명을 초청하여 티켓, 차량, 간식 등을 제공하여 전북FC의 홈 경기를 볼 수 있는 기회를 만들어 주었다
" 응원가 CD 제작"
응원가를 보급하여 보다 많은 관중들과 함께 하고자 응원가 CD를 제작하였다. 9월부터 기획에 들어가 녹음, 자켓디자인, CD제작 등의 작업을 거쳐 11월 초에 CD가 첫 선을 보이게 된다.
" 11월 어린이용 티셔츠, 차량용 스티커 제작"
어린이들이 입을 수 있도록 어린이용 티셔츠를 제작, 판매하였다.
제작 과정에서 관리 소홀로 인하여 제품에 문제가 있어서 반품을 하는등 어려움이 있었지만 그런 실수로 인하여 운영진은 MGB의 모든 일에 세심한 부분까지 관심을 가지고 일을 추진해야겠다는 반성의 계기가 되기도 하였다. 또한 MGB내의 30대 이상 모임은 Green30에서 차량을 스티커를 제작하여 제공해 주셨다. 길을 가다보면 MGB 엠블럼이 붙여 있는 차량을 간혹 볼 수 있다.
2002년 MGB 운영진
회장 : 김선규
재정담당 : 손명옥
현장담당 : 김승필
원정담당 : 조동호
미디어팀장 : 김민국
회원관리팀장 : 진효영
홈페이지담당 : 백준현
2003 SEASON
2003 FA CUP CHAMPION CHONBUK F.C.
2002년 말
"Mad Green Boys 발전적 해체 그리고 ..."
2002년말 MGB는 발전적 해체라는 큰 변화를 시도하게 된다. 그동안 소수의 운영진에 의해 이끌어가던 체제를 과감히 버리고 각 소모임에서 서포팅과 원정 등 모든 일을 이끌어 나가기로 한다. 물론 구단의 지원은 포기하고 독자적인 노선을 걷기로 대표자 회의에서 결정을 하고 그를 위한 준비를 해나가기에 이른다. 조금은 힘들더라도 구단의 지원으로부터 독립을 하는게 옳은지, 아직은 시기 상조이기 때문에 MGB가 구단의 지원을 받더라도 독립할 수 있는 기반을 닦아 가는게 옳은지 열띤 논쟁을 거친 끝에 내린 결정이었다. 회원들의 혼란과 거센 반발속에서 대표자 회의에서 내린 결정대로 진행을 하였고 서포터 사무실을 정리하고 물품과 걸게 등은 각 소모임에서 분배가 되면서 독자적인 노선을 걷는 준비를 하여 2003 시즌 초반 구단의 지원이 없는 상태에서 각 소모임에서 원정등을 준비를 해 나가게 된다. 그러나 시즌이 시작되고 현실적인 문제에 직면하자 모든 면에서 많은 어려움을 느끼고 일부 모임에서 다시 운영진을 구성을 하고 예전으로 돌아가야 한다는 의견들이 나오면서 MGB는 전체 투표를 하여 기존의 체제로 돌아가기로 결정을 하였고 회장 투표를 진행하여 2002년 회장이었던 김선규회장이 단독 후보로 출마를 하여 찬반 투표를 거쳐 회장에 당선이 된다.
2003년 MGB 운영진
회장 : 김선규
재정담당 : 정병욱
리딩담당 : 김욱헌
원정담당 : 조동호
미디어팀장 : 김민국
홈페이지담당 : 백준현
2003년 정규리그 시즌중
"선수 유니폼 옥션"
2002년에 이어서 2003년에도 선수 유니폼 옥션을 하게 된다. 지난 시즌 보다 한차원 업그레이드 된 옥션은 선수들의 인터뷰를 녹화하여 동영상으로 제작을 하였으며 선수 11명의 녹색과 희색 유니폼 각 한벌씩과 조윤환 감독님의 소장품으로 경매를 진행하여 2002년보다 높은 참여율을 보였으며 일부 선수는 상한가를 기록하여 추첨을 통해 낙찰자가 결정되기도 하였다.
" 서포터 티셔츠 및 3호 머플러 제작"
현대자동차와 리턴스포츠의 후원을 받아서 새로운 티셔츠를 제작하였다. 이 티셔츠는 저렴한 가격에 판매가 되어 N석을 찾는 관중들의 녹색 옷 입기에 일조를 하였으며 MGB의 재정에도 도움이 되었다. 또한 3호 기존의 재질보다 한층 좋은 재질로 3호 머플러가 제작, 판매가 되어 서포터들과 일반 관중들에게 큰 호응을 얻었다.
" 2003 MGB 하계 MT"
2003 MGB 하계 MT가 7월 19일과 20일 전북FC 유소년 훈련장인 경천에서 열렸다. 70여명이 참석한 MT에서는 남,녀 축구시합, 발야구, 여자 PK 시합, 릴레이 경주, 삼겹살 파티, 돼랑이의 천생연분, 조별 경기, 보물찾기 등 다양한 프로그램과 이벤트를 준비하여 참석한 회원들
모두 만족할 만한 즐거운 시간을 보냈고 서로간의 친목도 다질 수 있는 좋은 기회가 되었다.
" 2003 Green Day 행사"
1997년 11월 29일은 MGB가 탄생할 날이다. 이 날을 우리는 그린데이라 하며 이 날을 기념하는 행사를 갖었다. FA컵 결승 일정과 겹치게 되어 12월 6일 행사를 갖었으며 60여명이 참석하여 MGB의 탄생을 자축하였다.
" 2003 정규리그 5위로 마감"
역대 K리고 최고의 용병이라는 마그노와 에드밀손 투톱을 내세운 전북FC는 한때 리그 선두를 달리기도 했지만 안타깝게도 5위에 그쳐 많은 서포터들의 아쉬움을 뒤로 한채 시즌을 마감하게 된다. 그러나 시즌 막판에 득점왕 자리를 내주기를 했지만 K리그 역대 최다골을 마그노가 경신을 하였고 에드밀손 선수가 도움왕을 차지하게 된다.
2003년 FA CUP 우승
2003 FA 컵 우승
2003 FA컵에 참가한 전북FC는 16강전에서 고려대, 8강전에서 경찰청, 준결승에서 부천, 결승전에서는 승부차기까지 가는 접전끝에 전남을 이기고 우승을 하게 된다. 2000년에 이어 2003년에 FA컵 우승을 함으로서 최초로 FA컵 2회 우승이라는 영광을 차지하게 된다. FA컵 우승 팀으로서 2004년 수퍼컵과 AFC 챔피언스리그에 참가할 자격을 갖게 된다.
2004 SEASON
2004 SUPER CUP CHAMPION CHONBUK F.C.
2003년 정규리그 우승팀과 FA컵 우승팀간의 대결로 한국축구 최강을 가리는 슈퍼컵에서 2003년도 정규리그 우승팀인 성남일화를 남궁도와 에드밀손의 골로 2:0으로 제압하고 2004년도 첫대회 우승을 일구어냈다. 전북FC는 처음으로 슈퍼컵을 차지했으며 대회사상 처음으로 FA컵 챔피언 자격으로 대회 정상에 오른 첫 클럽으로 기록 되었다.
성남에서 열린 원정경기였음에도 불구하고 MGB는 150여명이 참석을 하여 홈인 성남축구팬과 서포터를 압도하는 응원으로 슈퍼컵 차지에 큰 역할을 하였다.
2004년 해외 원정
"그들이 있는 곳이라면 어디라도 ..."
2003 FA컵 우승 자격으로 얻은 아시아 챔피언스 리그로 인해 유난히 해외원정이 많았던 2004년... 2월의 제주도 경기를 시작으로 거의 모든 해외원정에는 MGB 회원들이 함께 하였다. 오히려 원정경기에서 경기내용과 성적이 좋았던데는 원정서포터가 큰 몫을 했기 때문이기도 하다. 2월 주빌로 이와타와의 제주도 홈경기를 시작으로 4월 벡테로와의 태국경기 원정 5월 주빌로 이와타와의 일본경기 원정 9월 UAE의 알 아인과의 원정 10월 사우디의 알 이티하드 원정경기까지 MGB는 전북FC와 함께 하였다.
2월12일 제주도 강창학 구장
4월20일 태국원정
5월12일 일본원정
9월14일 UAE원정
10월19일 사우디원정
2004 시즌 종합
- 2004 슈퍼컵 우승으로 매끄러운 첫출발
- 2004 시즌 전기리그 : 시즌초반 에드밀손의 부상공백에도 불구하고 줄곧 상위권을 유지하며 정규리그 막판에는 역전 우승까지 노렸지만 아쉽게 2위로 전기리그를 마감
- 2004 컵대회 : 공수의 핵심 선수들이 국가대표와 올림픽대표로 대거 차출되면서 어려움이 예상됐지만 대회 중반이후 선두를 유지하면서 우승을 노렸으나 마지막 네경기를 모두 비기면서 패배는 하지 않았지만 승점 쌓기에 실패하면서 3위로 마감
- AFC 챔피언스리그 : 2월 12일 주빌로 이와타와의 경기를 시작으로 중국의 상해, 태국의 BEC와의 E조 예선 경기에서 4승2패로 본 선에 진출한 전북FC는 UAE의 강호 알 아인을 원정,홈 모두 승리하면서 4강전에 진출 사우디의 알 이티아드와 홈 & 어웨이 경기를 갖게 된다.
원정 경기에서 2:1로 패배를 하고 홈에서 알 이티하드를 맞은 전북FC는 경기 초반 2점을 선취하면서 결승진출이 유력해 보였지만 후반에 2실점하며 2:2로 비겨 결승진출 좌절
- 2004시즌 후기리그 : 전기리그 우승을 아깝게 놓치면서 플레이오프 진출을 위한 나머지 세장의 티켓 중 한 장을 차지하기 위해 노력하지만 주요선수들의 국가대표 발탁, 잦은 해외원정으로 인한 체력고갈,
AFC 챔피언스리그 4강 탈락의 충격, 매번 중요한 고비를 넘기지 못하는 징크스 등 악재가 겹치면서 플레이 오프 진출이 좌절되면서 2004 정규리그를 마감
- 2004 FA컵 : 전년도 챔피언 자격으로 32강을 부전승으로 통과한 전북FC는 16강전에서 아주대를 상대로 3:0으로 승리하고 8강에 진출하지만 부산아이콘스와의 8강전에서 승부차기까지 가는 혈전을 벌였으나 승부차기에서 패하면서 2004년도 모든 일정을 마감
2004년 MGB 주요행사
<하계 M.T>
매년 여름 열리는 하계 MT... 2004년에도 8월14~15일 이틀간 경천 유소년 훈련장에서 60여명의 회원들이 참석한 가운데서 열렸다.
<Green Day>
11월29일 MGB의 창립일을 기념하여 열리는 그린데이 행사...2004년은 12월4일에 50여명의 회원들이 참석한 가운데 열렸다.
<해돋이 행사>
2005년 새해를 맞이하여 1월1일 전남 해남 땅끝으로 해돋이를 떠난 MGB 회원들... 개개인의 소망과 2005년 우승을 기원하였다.
2004 Mad Green Boys 운영진
회장 백준현
총무 정병욱
리딩 조동호
현장 이현우
원정 조남건

## 시즌별 홈관중 기록
| 시즌 | 경기수 | 최다 관중 | 최소 관중 | 누적 관중 | 평균 관중 | 비고                         |
| ---- | ------ | --------- | --------- | --------- | --------- | ---------------------------- |
| 1995 | 17경기 | 25,124    | 535       | 112,047   | 6,591     |                              |
| 1996 | 20경기 | 23,874    | 453       | 116,014   | 5,801     | 관중 기록이 없는 FA컵 미포함 |
| 1997 | 18경기 | 7,532     | 167       | 46,095    | 2,561     | 관중 기록이 없는 FA컵 미포함 |
| 1998 | 17경기 | 18,438    | 526       | 79,184    | 4,658     | 관중 기록이 없는 FA컵 미포함 |
| 1999 |        |           |           |           |           |                              |
| 2000 |        |           |           |           |           |                              |
| 2001 |        |           |           |           |           |                              |
| 2002 |        |           |           |           |           |                              |
| 2003 |        |           |           |           |           |                              |
| 2004 |        |           |           |           |           |                              |
| 2005 |        |           |           |           |           |                              |
| 2006 |        |           |           |           |           |                              |
| 2007 |        |           |           |           |           |                              |
| 2008 |        |           |           |           |           |                              |
| 2009 |        |           |           |           |           |                              |
| 2010 | 27경기 | 36,246    | 1,862     | 297,796   | 11,030    |                              |
| 2011 | 24경기 | 41,805    | 1,273     | 330,545   | 13,772    |                              |
| 2012 | 27경기 | 20,765    | 1,892     | 258,795   | 9,585     |                              |
| 2013 | 26경기 | 23,477    | 1,400     | 258,466   | 9,941     |                              |
| 2014 | 25경기 | 30,597    | 3,822     | 320,119   | 12,805    |                              |
| 2015 | 24경기 | 31,192    | 4,928     | 398,155   | 16,589    | K리그 클래식 관중 1위        |
| 2016 | 28경기 | 36,158    | 3,285     | 468,097   | 16,718    |                              |
| 2017 | 20경기 | 20,935    | 2,083     | 223,662   | 11,183    |                              |

## 같이 보기
- 전북 현대 모터스
- 전주월드컵경기장